# Erdei mályva
Az erdei mályva (Malva sylvestris) a mályva nemzetségbe tartozó, egész Európában elterjedt, lágy szárú gyógynövényfaj, amely a parlagon hagyott területeket, töltéseket kedveli. Magyar népies nevei: csúszóka, fűdző rózsa, nagy papsajt.
Észak-Afrikában és Ázsiában is vannak állományai.

## Leírása

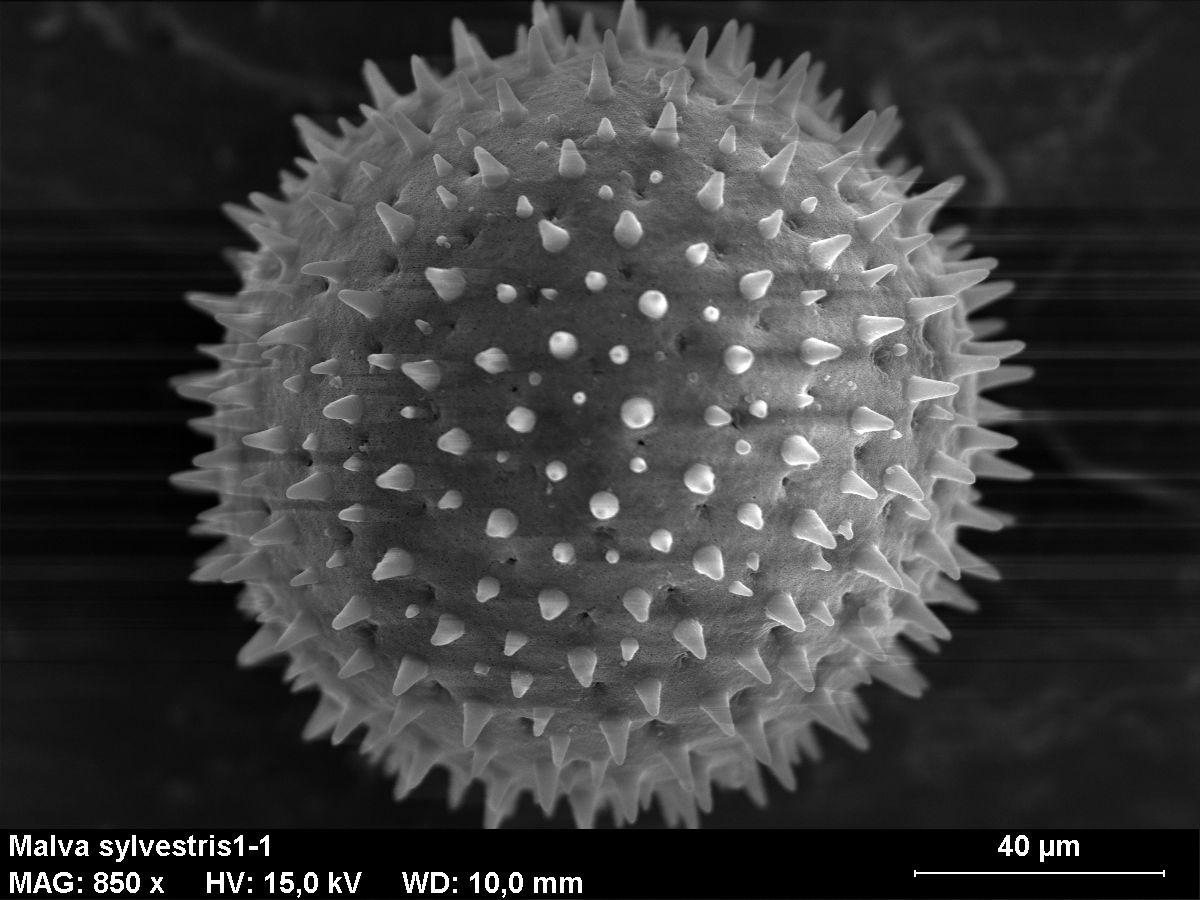
Virágporszeme elektronmikroszkóp alatt

Évelő növény. Szára kúszó vagy felálló, 30–120 cm-esre nő meg. Levelei hosszú levélnyeleken ülnek, tenyeresen 3-7 karéjúak, fűrészes szélűek. Viszonylag nagy, rózsáspiros virágai 2-6-osával a levélhónaljban nőnek, kivágott szirmúak. A sziromlevelek 20–25 mm-esek, sötéten csíkozottak, 3-4-szer nagyobbak a csészénél. A termés lapos, korong alakú papsajt, barna magja vese alakú.
A hideget és meleget egyaránt jól viseli, alakja az időjáráshoz alkalmazkodik. Télen a földön szétterülve szőnyeget alkot, nyáron akár 1 méter magasra is nőhet.

## Hatóanyagai
Nyálkaanyagokat, flavonoid-szulfátokat, kis mennyiségű cseranyagot tartalmaz. A virágban kis mennyiségben antociánok, malvidin és delfinin található.

## Felhasználása
A legősibb haszonnövények közé tartozik. Az ókorban zöldségként használták. Fiatal leveleit a spenóthoz hasonlóan főzeléknek készítették el. A leveleket gyakran használták darázs- és skorpiócsípések borogatására.
Belsőleg a virágot, ritkábban a levelet a székrekedés és a görcsös vastagbélgyulladás tüneti kezelésére, valamint köhögéscsillapítóként használják hörgőbántalmak esetén. Külsőleg, a bőrgyógyászatban bőrbetegségeknél viszketéscsillapítóként és bőrnyugtatóként alkalmazzák. A szájüreg betegségeinél fájdalomcsillapító, nyálkahártya-nyugtató hatású. Sok A-vitamint, vasat és kalciumot tartalmaz.

### Gyógyhatása
A növény valamennyi hatására kiterjedő teljes körű gyógyszerészeti vizsgálat ma még nem létezik. Csupán az újabb keletű, egereken végzett laboratóriumi kísérletek bizonyították a poliszacharidok immunrendszert serkentő hatását (a mályvával rokon orvosi zilíz gyökérkivonatával végzett kísérlet során).
A növénynek semmilyen mérgező hatása nem ismert, még hosszan tartó alkalmazása esetén sem.

## Képek

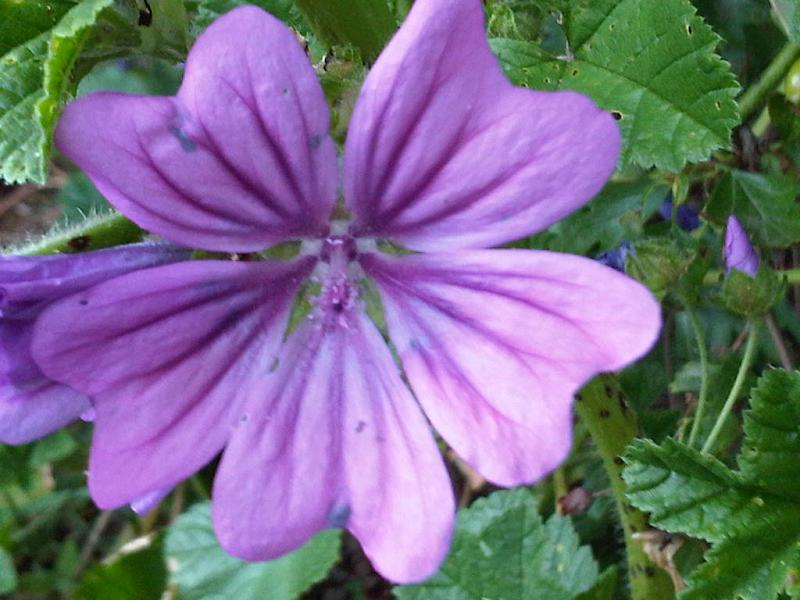
Virága közelről
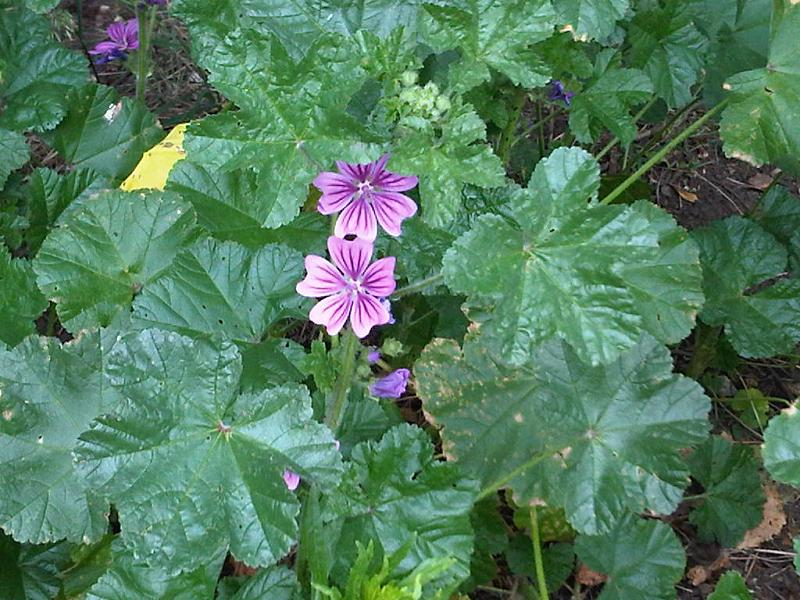
Virágai az aljnövényzetben
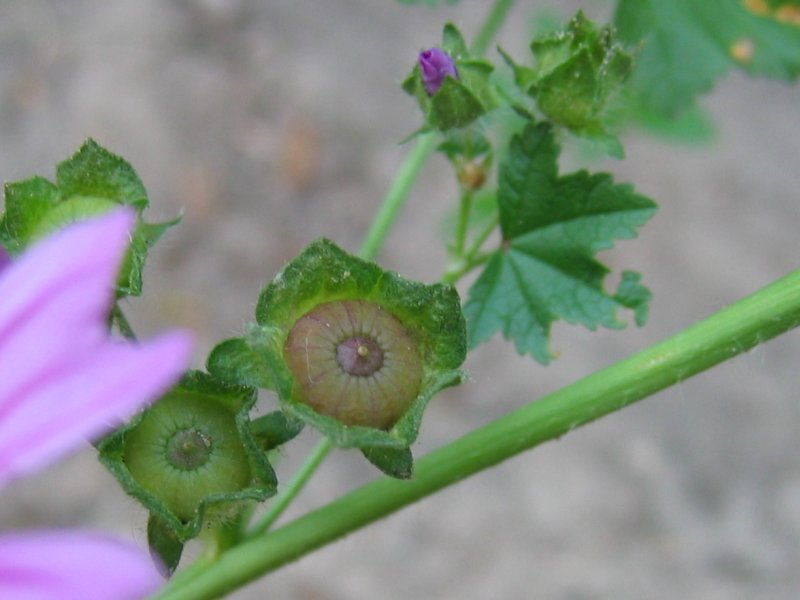
Termése
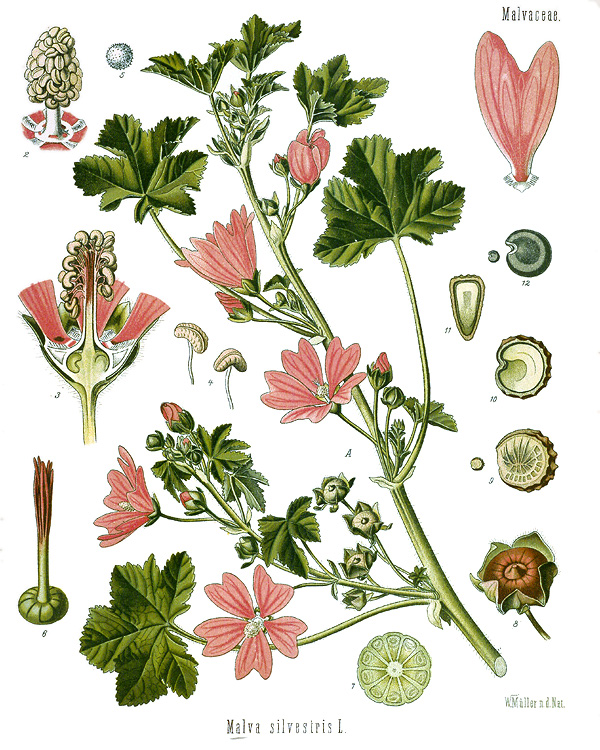
Botanikai illusztráció